# János Stiller
János Stiller, madžarski rokometaš, * 6. junij 1946, Kispet.
Leta 1972 je na poletnih olimpijskih igrah v Münchnu v sestavi madžarske rokometne reprezentance osvojil osmo mesto.